# آب‌زنگی
آب زنگی (شیراز)، روستایی از توابع بخش مرکزی شهرستان شیراز در استان فارس ایران است.

## جمعیت
این روستا در دهستان دراک قرار دارد و براساس سرشماری مرکز آمار ایران در سال ۱۳۸۵، جمعیت آن ۵۵۲ نفر (۱۴۲خانوار) بوده‌است.